# Ida Holz

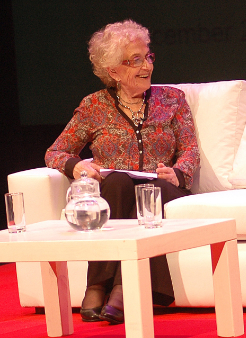
Ida Holz, 2015

Ida Holz Bard (* 30. Januar 1935 in Montevideo, Uruguay) ist eine uruguayische Ingenieurin, Informatikerin und Forscherin, die bekannt ist als Pionier auf dem Gebiet der Datenverarbeitung und des Internets.

## Leben
Ida Holz entstammt einer jüdischen Familie mit polnischer Abstammung und war von 1953 bis 1957 in Israel in der Armee und in einem Kibbuz. Nach ihrer Rückkehr nach Uruguay unterrichtete sie Mathematik und studierte Anfang der 70er Jahre an der Fakultät für Ingenieurwissenschaften der Universidad de la República Informatik. 1964 heiratete sie den Maler Anhelo Hernández, mit dem sie 1976 ins Exil nach Mexiko ging. Hier arbeitete sie unter anderem am Nationalen Institut für Statistik. Nachdem sie wieder nach Uruguay zurückgekehrt war, leitete bis 2011 das Central Computer Service (SECIU) der Universidad de la República. 1994 wurde unter ihrer Leitung der erste Internetknoten in Uruguay installiert. Sie hat das uruguayische Advanced Network koordiniert und beaufsichtigt die Entwicklung und Aufrechterhaltung der Verbindungen zwischen den nunmehr 64 Knotenpunkten an akademischen Forschungseinrichtungen in Uruguay und ist Administratorin der uruguayischen Domain ".uy". Sie ist Mitglied des Verwaltungsrats der Agentur für die Entwicklung der elektronischen Governance und der Informationsgesellschaft und Mitglied des Programmkomitees des Ceibal Center (One-Computer-per-Child-Programm). Vint Cerf nannte Ida Holz die Mutter des Internet in Uruguay.

## Auszeichnungen und Ehrungen
- 2009: Lifetime Achievement Award (wird vom Lateinamerika- und Karibik-Netzwerkinformationszentrum (LACNIC) an Personen vergeben, die zur permanenten Entwicklung des Internets beigetragen haben)
- 2013: Aufnahme als erste lateinamerikanische Persönlichkeit in die Internet Hall of Fame
- 2015: Widmung durch Briefmarke in der Serie "Herausragende Persönlichkeiten Uruguays"
- 2017: Anerkennung für ihre Karriere als Internet-Pionier in Uruguay im Rahmen der Feier zum zehnjährigen Jubiläum des Ceibal-Projekts